# Nico Yennaris
Nicholas Harry “Nico” Yennaris, conosciuto in Cina come Li Ke (李可S, Lǐ KěP) (Leytonstone, 24 maggio 1993), è un calciatore inglese naturalizzato cinese, centrocampista dello Shanghai Shenhua.

## Carriera

### Club
Cresciuto nel settore giovanile dell’Arsenal, ha esordito in prima squadra il 25 ottobre 2011, nella partita di Coppa di Lega vinta per 2-1 contro il Bolton. Il debutto in Premier League è invece avvenuto il 22 gennaio 2012, in occasione della sconfitta per 1-2 contro il Manchester United. Il 23 marzo passa in prestito fino al termine della stagione al Notts County
Il 28 novembre 2013 si trasferisce a titolo temporaneo al Bournemouth, con cui però non colleziona alcuna presenza; il 27 gennaio 2014 viene ceduto a titolo definitivo al Brentford, con cui firma un biennale. Dopo aver ottenuto la promozione in Championship, il 27 febbraio 2015 passa in prestito al Wycombe Wanderers. Rientrato al Brentford, in breve tempo si impone come uno dei leader della squadra, rinnovando più volte il proprio contratto e arrivando ad indossare anche la fascia da capitano.
Il 31 gennaio 2019 acquisisce la cittadinanza cinese e si trasferisce a titolo definitivo al Beijing Guoan, squadra della Super League cinese.

### Nazionale
Ha giocato nelle nazionali giovanili inglesi Under-17, Under-18 ed Under-19.
Dopo aver ottenuto la nazionalità cinese ha scelto di rappresentare il Paese asiatico, con la cui nazionale maggiore tra il 2019 ed il 2021 ha giocato in totale 7 partite.

## Statistiche

### Presenze e reti nei club
Statistiche aggiornate al 4 febbraio 2023.
| Stagione             | Squadra              | Campionato           | Campionato | Campionato | Coppe nazionali | Coppe nazionali | Coppe nazionali | Coppe continentali | Coppe continentali | Coppe continentali | Altre coppe | Altre coppe | Altre coppe | Totale | Totale |
| Stagione             | Squadra              | Comp                 | Pres       | Reti       | Comp            | Pres            | Reti            | Comp               | Pres               | Reti               | Comp        | Pres        | Reti        | Pres   | Reti   |
| -------------------- | -------------------- | -------------------- | ---------- | ---------- | --------------- | --------------- | --------------- | ------------------ | ------------------ | ------------------ | ----------- | ----------- | ----------- | ------ | ------ |
| 2011-mar. 2012       | Arsenal              | PL                   | 1          | 0          | FACup+CdL       | 1+1             | 0               | UCL                | 0                  | 0                  | -           | -           | -           | 3      | 0      |
| mar.-mag. 2012       | Notts County         | FL1                  | 2          | 0          | FACup+CdL       | -               | -               | -                  | -                  | -                  | FLT         | -           | -           | 2      | 0      |
| 2012-2013            | Arsenal              | PL                   | -          | -          | FACup+CdL       | 0+1             | 0               | UCL                | -                  | -                  | -           | -           | -           | 1      | 0      |
| Totale Arsenal       | Totale Arsenal       | Totale Arsenal       | 1          | 0          |                 | 3               | 0               |                    | 0                  | 0                  |             | -           | -           | 4      | 0      |
| nov. 2013-gen. 2014  | Bournemouth          | FLC                  | 0          | 0          | FACup+CdL       | 0+0             | 0               | -                  | -                  | -                  | -           | -           | -           | 0      | 0      |
| gen.-giu. 2014       | Brentford            | FL1                  | 8          | 0          | FACup+CdL       | -               | -               | -                  | -                  | -                  | FLT         | -           | -           | 8      | 0      |
| 2014-feb. 2015       | Brentford            | FLC                  | 1          | 0          | FACup+CdL       | 1+1             | 0               | -                  | -                  | -                  | -           | -           | -           | 3      | 0      |
| feb.-giu. 2015       | Wycombe Wanderers    | FL2                  | 14+3       | 1          | FACup+CdL       | -               | -               | -                  | -                  | -                  | FLT         | -           | -           | 17     | 1      |
| 2015-2016            | Brentford            | FLC                  | 31         | 2          | FACup+CdL       | 1+1             | 0               | -                  | -                  | -                  | -           | -           | -           | 33     | 2      |
| 2016-2017            | Brentford            | FLC                  | 46         | 6          | FACup+CdL       | 2+1             | 0               | -                  | -                  | -                  | -           | -           | -           | 49     | 6      |
| 2017-2018            | Brentford            | FLC                  | 41         | 4          | FACup+CdL       | 0+3             | 0               | -                  | -                  | -                  | -           | -           | -           | 44     | 4      |
| 2018-gen. 2019       | Brentford            | FLC                  | 17         | 0          | FACup+CdL       | 0+3             | 0               | -                  | -                  | -                  | -           | -           | -           | 20     | 0      |
| Totale Brentford     | Totale Brentford     | Totale Brentford     | 144        | 12         |                 | 13              | 0               |                    | -                  | -                  |             | -           | -           | 157    | 12     |
| feb.-dic. 2019       | Beijing Guoan        | CSL                  | 25         | 2          | CC              | 2               | 0               | ACL                | 0                  | 0                  | SC          | 0           | 0           | 27     | 2      |
| 2020                 | Beijing Guoan        | CSL                  | 11+5       | 0          | CC              | 1               | 0               | ACL                | 5                  | 0                  | -           | -           | -           | 22     | 0      |
| 2021                 | Beijing Guoan        | CSL                  | 3          | 0          | CC              | 0               | 0               | ACL                | 0                  | 0                  | -           | -           | -           | 3      | 0      |
| 2022                 | Beijing Guoan        | CSL                  | 0          | 0          | CC              | 0               | 0               | -                  | -                  | -                  | -           | -           | -           | 0      | 0      |
| Totale Beijing Guoan | Totale Beijing Guoan | Totale Beijing Guoan | 44         | 2          |                 | 3               | 0               |                    | 5                  | 0                  |             | 0           | 0           | 52     | 2      |
| Totale carriera      | Totale carriera      | Totale carriera      | 220        | 17         |                 | 19              | 0               |                    | 5                  | 0                  |             | 0           | 0           | 244    | 17     |

### Cronologia presenze e reti in nazionale
| Cronologia completa delle presenze e delle reti in nazionale ― Cina | Cronologia completa delle presenze e delle reti in nazionale ― Cina | Cronologia completa delle presenze e delle reti in nazionale ― Cina | Cronologia completa delle presenze e delle reti in nazionale ― Cina | Cronologia completa delle presenze e delle reti in nazionale ― Cina | Cronologia completa delle presenze e delle reti in nazionale ― Cina | Cronologia completa delle presenze e delle reti in nazionale ― Cina | Cronologia completa delle presenze e delle reti in nazionale ― Cina |
| Data                                                                | Città                                                               | In casa                                                             | Risultato                                                           | Ospiti                                                              | Competizione                                                        | Reti                                                                | Note                                                                |
| ------------------------------------------------------------------- | ------------------------------------------------------------------- | ------------------------------------------------------------------- | ------------------------------------------------------------------- | ------------------------------------------------------------------- | ------------------------------------------------------------------- | ------------------------------------------------------------------- | ------------------------------------------------------------------- |
| 7-6-2019                                                            | Canton                                                              | Cina                                                                | 2 – 0                                                               | Filippine                                                           | Amichevole                                                          | -                                                                   | 55’                                                                 |
| 11-6-2019                                                           | Canton                                                              | Cina                                                                | 1 – 0                                                               | Tagikistan                                                          | Amichevole                                                          | -                                                                   | 32’                                                                 |
| 31-8-2019                                                           | Canton                                                              | Cina                                                                | 4 – 1                                                               | Birmania                                                            | Amichevole                                                          | -                                                                   | 60’                                                                 |
| 10-9-2019                                                           | Male                                                                | Maldive                                                             | 0 – 5                                                               | Cina                                                                | Qual. Mondiali 2022                                                 | -                                                                   | 84’                                                                 |
| 10-10-2019                                                          | Canton                                                              | Cina                                                                | 7 – 0                                                               | Guam                                                                | Qual. Mondiali 2022                                                 | -                                                                   | 58’                                                                 |
| 14-11-2019                                                          | Dubai                                                               | Siria                                                               | 2 – 1                                                               | Cina                                                                | Qual. Mondiali 2022                                                 | -                                                                   | 63’                                                                 |
| 11-6-2021                                                           | Sharjah                                                             | Cina                                                                | 5 – 0                                                               | Maldive                                                             | Qual. Mondiali 2022                                                 | -                                                                   | 71’                                                                 |
| Totale                                                              |                                                                     | Presenze                                                            | 7                                                                   |                                                                     | Reti                                                                | 0                                                                   |                                                                     |

## Palmarès

### Club

#### Competizioni nazionali
- Supercoppa di Cina: 1

Shanghai Shenhua: 2025